# 71-es busz (Szeged)
A szegedi 71-es jelzésű autóbusz a Szegedi Ipari Logisztikai Központ és Marostő, Katalin utca között közlekedik. A járat csak munkanapokon, óránként közlekedik. A vonalat a Volánbusz Zrt. üzemelteti.

## Járművek
A vonalon általában szoló autóbuszok közlekednek, nagyrészt Scania Citywide-ok, de előfordulnak Mercedes Conecto NG buszok is, valamint néhány csuklós is megfordul a vonalon, melyek nagyrészt Mercedes Conecto G-k, ritkábban Volvo 7700A-k  .

## Útvonala
| Marostő, Katalin utca felé | Szegedi Ipari Logisztikai Központ felé |
| --- | --- |
| Szegedi Ipari Logisztikai Központ vá. – Back Bernát utca – 502-es számú út – Budapesti út – Dorozsmai út – Izabella híd – Kossuth Lajos sugárút – Párizsi körút – Mars tér – Bartók tér – Széchenyi tér – Belvárosi híd – Népkert sor – Bérkert utca – Tanács utca – Fő fasor – Fülemüle utca – Marostő, Katalin utca vá. | Marostő, Katalin utca vá. – Fülemüle utca – Fő fasor – Tanács utca – Bérkert utca – Népkert sor – Belvárosi híd – Széchenyi tér – Bartók tér – Mars tér – Párizsi körút – Kossuth Lajos sugárút – Izabella híd – Dorozsmai út – Budapesti út – 502-es számú út – Back Bernát utca – Szegedi Ipari Logisztikai Központ vá. |

## Megállóhelyei
Az átszállási kapcsolatok között a Mars tér és a Katalin utca között közlekedő 71A autóbusz nincsen feltüntetve.
| 0                                                                                             | Szegedi Ipari Logisztikai Központ végállomás | 39 | 72, 90H |
| 1                                                                                             | Back Bernát utca                             | 37 | 72, 90H |
| A gyári műszakváltások idején a főúton található megálló helyett a buszfordulónál állnak meg. |                                              |    | |
| 3                                                                                             | Gumigyár (Gumigyár, buszforduló*)            | 34 | 72, 79H, 90H Helyközi buszok |
| 4                                                                                             | Öthalmi diáklakások                          | 33 | 72, 72A, 79H, 90H |
| Kora reggel és késő este nem érinti.                                                          |                                              |    | |
| 7                                                                                             | Auchan áruház                                | ∫  | 72, 90H |
| 9                                                                                             | Zápor út                                     | 32 | 72, 72A, 79H, 90H Helyközi buszok |
| ∫                                                                                             | Auchan áruház                                | 31 | 72, 90H |
| 10                                                                                            | Budapesti út (Dorozsmai út)                  | 29 | 7F, 36, 67, 67Y, 72, 72A, 75, 79H, 90H Helyközi buszok |
| 12                                                                                            | Fonógyári út                                 | 27 | 3F 7F, 64, 67, 67Y, 72, 72A, 75, 79H, 90H Helyközi buszok |
| 13                                                                                            | Szeged, Rókus vasútállomás bejárati út       | 25 | 1 7F, 64, 67, 67Y, 72, 72A, 75, 78, 78A, 79H, 90H Helyközi buszok 1486, 1503, 1504 Szeged–Békéscsaba |
| 14                                                                                            | Vásárhelyi Pál utca (Kossuth Lajos sugárút)  | ∫  | 1, 2 7F, 64, 67, 67Y, 72, 72A, 75, 78, 78A, 79H |
| 15                                                                                            | Damjanich utca                               | 22 | 1, 2 7F, 64, 67, 67Y, 72, 72A, 75, 78, 78A, 79H |
| 16                                                                                            | Tavasz utca                                  | 21 | 1, 2 7F, 64, 67, 67Y, 72, 72A, 75, 78, 78A, 79H Helyközi buszok |
| ∫                                                                                             | Rókusi templom                               | 20 | 1, 2 72, 72A |
| 18                                                                                            | Mars tér (autóbusz-állomás)                  | 19 | 5, 7, 7A, 9, 19 7F, 21, 60, 60Y, 64, 67, 67Y, 70, 72, 72A, 73, 73Y, 74, 75, 76, 76Y, 77, 77A, 77Y, 78, 78A, 79H Helyközi buszok 1374, 1375, 1441, 1503, 1504, 1506, 1507, 1510, 1513, 1515, 1516, 1517, 1518, 1841 |
| 20                                                                                            | Bartók tér                                   | ∫  | 5, 7, 7A, 9, 19 60, 60Y, 67, 67Y, 70, 72, 72A, 74, 76, 76Y |
| ∫                                                                                             | Centrum Áruház                               | 17 | 3, 3F, 4 5, 7, 7A, 8, 9, 10, 19 20, 24, 60, 60Y, 67, 67Y, 70, 72, 72A, 74, 76, 76Y |
| 22                                                                                            | Széchenyi tér (Kelemen utca)                 | 15 | 1, 2 5, 7, 7A, 9, 19 32, 60, 60Y, 67, 67Y, 70, 72, 72A |
| 25                                                                                            | Napfényfürdő                                 | 12 | 32 |
| 26                                                                                            | Temesvári körút (Népkert sor)                | 11 | 32, 84, 90 Helyközi buszok |
| 27                                                                                            | Közép fasor (Bérkert utca)                   | 9  | |
| 28                                                                                            | Martostői utca                               | 8  | |
| 30                                                                                            | Szöri utca                                   | 7  | |
| 31                                                                                            | Szövetség utca                               | 6  | |
| 32                                                                                            | Tanács utca                                  | 5  | |
| 33                                                                                            | Thököly utca                                 | 4  | 72, 72A |
| 34                                                                                            | Cinke utca                                   | 3  | 72, 72A |
| 35                                                                                            | Pipiske utca                                 | 2  | 72, 72A |
| 36                                                                                            | Klára utca                                   | 1  | |
| 37                                                                                            | Marostő, Katalin utca végállomás             | 0  | |